# Dogpatch USA

Dogpatch USA är en nedlagd temapark vid Arkansas State Highway 7 mellan städerna Harrison och Jasper i Arkansas, USA, ett område som idag går under namnet Marble Falls. Parken öppnades för allmänheten 1968. Temat för parken var den populära tecknade serien Knallhatten, skapad av serietecknaren Al Capp, som utspelade sig i den fiktiva staden Dogpatch.
Dogpatch USA var under de första åren en kommersiell succé. Investerare fulla av optimism om parkens framtid bestämde sig för att utföra omfattande och dyra utökningar av parken. Systerparken Marble Falls skapades, med skidanläggning och konventcenter. De följande åren blev dock en ekonomisk berg- och dalbana, och parken lades slutligen ned.
Parken bytte ägare många gånger fram till det slutliga nedläggandet 1993. Sedan dess har diverse delar av parkerna försummats, vandaliserats, varit inblandade i rättsliga dispyter, varit på väg att återuppbyggas, samt varit till salu.